# Teatro Alberto de Paz y Mateos
El Teatro Alberto de Paz y Mateos es una estructura y centro cultural que fue creada en 1967 por la Corporación Venezolana de Fomento y transferida al Consejo Nacional de la Cultura (CONAC), en mayo de 1990. Este complejo cultural lleva el nombre de Alberto de Paz y Mateos, un abogado y director de teatro español que hizo vida en Venezuela y es conocido como el padre del teatro moderno venezolano; el año de inauguración del teatro coincidió con el del fallecimiento de este artista.
En febrero de 1992, el CONAC cede en calidad de comodato las instalaciones a la Asociación Civil Theja de Venezuela (Grupo Theja), que hizo vida artística en este espacio por 18 años.
Al suprimirse en mayo del 2008 el CONAC, el inmueble es transferido al Ministerio del Poder Popular para la Cultura.
Desde enero del 2010, se cierra el comodato al Grupo Theja y pasa al Instituto de Artes Escénicas y Musicales la responsabilidad sobre la administración, cuidado, guarda y custodia de dicho inmueble.
Desde abril de 2018, este espacio es sede artística de la Compañía Nacional de Teatro de Venezuela, ente adscrito al Ministerio del Poder Popular para la Cultura.